# Magsjötorp
Magsjötorp este o arie protejată (arie specială de conservare — SAC, sit de importanță comunitară — SCI) din Suedia întinsă pe o suprafață de 54,4 ha, integral pe uscat.

## Localizare
Centrul sitului Magsjötorp este situat la coordonatele 59°13′02″N 16°56′57″E / 59.2172°N 16.9493°E.

## Înființare
Situl Magsjötorp a fost declarat sit de importanță comunitară în iulie 2000 pentru a proteja 1 specie de plante. Situl a fost protejat și ca arie specială de conservare în martie 2011.

## Biodiversitate
Situată în ecoregiunea boreală, aria protejată conține 3 habitate naturale: Păduri fino-scandinave bogate în ierburi cu Picea abies, Ape oligotrofe din câmpii nisipoase, cu un conținut foarte redus de minerale (Littorelletalia uniflorae), Taiga vestică.
La baza desemnării sitului se află o specie protejată de  plante: Buxbaumia viridis.